# Пурин, Бруно Андреевич
Бруно Андреевич Пурин (1928 — 2001) — учёный в области физической химии и технологии неорганических материалов. Доктор химических наук (1968), академик АН СССР (1987; член-корреспондент АН СССР с 1984 года), академик Академии наук Латвийской ССР (1971; член-корреспондент с 1968 года). Президент Академии наук Латвийской ССР (1984—1989). Директор Института неорганической химии АН Латвийской ССР, заслуженный деятель науки и техники Латвийской ССР (1978). 

## Биография
Родился 16 декабря 1928 года в Бердянске (ныне Запорожская область, Украина) в семье красного латышского стрелка.
В детстве мечтал стать геологом, однако учёба в Староюрьевской школе на Тамбовщине пробудила в нём интерес к науке. Из этой школы вышли многие известные учёные.
После освобождения Латвии от немецко-фашистских захватчиков переехал в Ригу и поступил на химический факультет Латвийского государственного университета, где попал в поле зрения академика Лидии Карловны Лепинь. Его дипломная работа была посвящена исследованию изменения электродного потенциала алюминия, что сразу обозначило его интерес к работе на стыке наук — физической химии.
По окончании университета в 1951 году он получает приглашение в аспирантуру у Л. К. Лепинь и начинает работать в Институте химии АН Латвийской ССР (впоследствии Институт неорганической химии). Через три года он защищает кандидатскую диссертацию о механизмах исследования коррозии железа, а затем создаёт в институте новую лабораторию электрохимии. Опираясь на фундаментальные исследования академика Лепинь, электрохимики начали разрабатывать методы борьбы с коррозией металлов, ежегодно уничтожавшей 10—12 % выплавляемого во всём мире металла.
В докторской диссертации Пурин разработал теоретические основы электроосаждения металлов из комплексных гипофосфатных электролитов вместо ядовитых цианистых, что помогло создать новую технологию нанесения защитных металлических покрытий. Новые электролиты успешно применили на заводе «Лиепаймаш» и других предприятиях СССР для гальванического цинкования, блестящего меднения и электроосаждения олова.
В 1962 году в возрасте 34 лет Бруно Пурин возглавил институт неорганической химии, который стал ведущим научным центром по борьбе с коррозией. Этой темой занимались три лаборатории: электрохимии, защитных покрытий и высокотемпературной коррозии. Кинетические исследования коррозии стали в потоке жидкости в комплексе с электрохимическими измерениями на специально изготовленном стенде помогли создать эффективную электрохимическую защиту металлоконструкций Плявиньской ГЭС. При этом были учтены и состав местной воды, и природные условия станции.
Тему борьбы с коррозией разрабатывала и лаборатория защитных покрытий Альберта Якубовича Вайвода, создавшая преобразователи ржавчины, которые стали применяться вместо механической очистки ржавчины перед окрашиванием металла. Эти работы велись совместно с Чехословацким государственным институтом защиты материалов и были удостоены Государственной премии Латвийской ССР, которую Б. А. Пурин получил вместе с Л. К. Лепинь, В. М. Калек и А. Я. Вайводом в 1970 году.
Впоследствии Пурин разрабатывал плазмохимические технологии получения высокодисперсных порошков (нитридов титана, алюминия и др.), методы катодного восстановления металлов, электрохимические способы извлечения ионов из водных растворов.
Совместно с известным латвийским физиком Юрием Ананьевичем Михайловым Пурин разрабатывал идеи применения низкотемпературной плазмы (2—22 тысячи градусов) для получения жаропрочных покрытий и особо чистых веществ, что впоследствии помогло создать оболочку космического корабля «Буран». В институте этим занималась специально созданная лаборатория под руководством Талиса Миллерса.
По инициативе Пурина для института был построен научный комплекс в Саласпилсе с экспериментальной базой.
В 1968 году Пурин стал членом-корреспондентом АН Латвийской ССР, через три года, в 1971-м, её действительным членом.
В 1976 году Бруно Пурину присуждена премия Совета министров СССР.
В 1978 году стал заслуженным деятелем науки и техники Латвийской ССР.
В 1984 году он избран членом-корреспондентом Академии наук СССР, в 1987-м академиком. После распада СССР сохранил членство в Российской академии наук.
В 1984 году Пурин был избран президентом Академии наук Латвийской ССР.
Пурин избирался депутатом Верховного Совета Латвийской ССР 11-го созыва (1985—1990), был членом его президиума.
Увлекался охотой и рыбалкой.
Умер 21 мая 2001 года в Риге (Латвия).

## Награды, премии, почётные звания
- Государственная премия Латвийской ССР (1970)[1]
- Орден «Знак Почёта» (1976)[1]
- Премия Совета министров СССР (1976).
- Заслуженный деятель науки и техники Латвийской ССР (1978)[1]
- Золотая медаль имени Вавилова (1980)
- Орден Трудового Красного Знамени (1986)[1]
- Золотая медаль имени Густава Ванага Академии наук Латвийской ССР (1988)
- Орден Дружбы (4 марта 2000 года, Россия) — за большой вклад в развитие науки, укрепление дружественных отношений и сотрудничества между государствами[5]
- Заслуженный учёный Латвийской Республики (2000)[источник не указан 625 дней]